# 29483 Boeker
29483 Boeker è un asteroide della fascia principale. Scoperto nel 1997,presenta un'orbita caratterizzata da un semiasse maggiore pari a 2,4256889 UA e da un'eccentricità di 0,2472057, inclinata di 4,20816° rispetto all'eclittica.
L'asteroide è dedicato ai coniugi tedeschi Karolin Kleemann-Boeker e Andreas Boeker, astrofili e cofondatori dell'osservatorio Turtle Star.